# Stemmiulus leucus
Stemmiulus leucus är en mångfotingart som först beskrevs av Chamberlin 1943.  Stemmiulus leucus ingår i släktet Stemmiulus och familjen Stemmiulidae. Inga underarter finns listade i Catalogue of Life.